# ANTIFRAGILE
『ANTIFRAGILE』（アンチフラジャイル）は、韓国の女性アイドルグループLE SSERAFIMの2ndミニ・アルバム。2022年10月17日にYG PLUS・SOURCE MUSICから発売された。

## 概要
デビューミニアルバム『FEARLESS』以来5か月ぶりのリリースとなるLE SSERAFIMの2枚目のミニアルバムである。5人体制となって以来初めてのアルバムでもある。前作に続いてHYBE議長であるパン・シヒョク統括プロデューサーとクリエイティブディレクターのキム・ソンヒョンが制作に参加している。
本アルバム名である『ANTIFRAGILE』には困難な時間も成長のための刺激として受け入れ、これによって強くなるというメッセージが込められている。
2025年8月、Spotify再生回数が6憶を突破した。

## リリースマーケティング
2022年9月1日、所属事務所のSOURCE MUSICの関係者が5人体制での初のカムバックについて言及した。
9月18日、『DO YOU THINK IM FRAGILE?』と題された映像が公開された。『DO YOU THINK IM FRAGILE?』というフレーズは1枚目のミニアルバムのタイトル曲『FEARLESS』のミュージックビデオの最後にも用いられていた。
9月19日、本アルバムの発売が発表された。午前11時には、アルバムの予約が開始された。
9月26日、アルバムトレーラーが公開。本アルバムの一曲目に収録されている『The Hydra』が使われている。
9月28日、30日、10月2日、コンセプトフォト『FROZEN AQUAMARINE』『IRIDESCENT OPAL』『MIDNIGHT ONYX』を公開。
10月3日、本アルバムに収録される5曲のトラックサンプラーを公開。
10月4日、本アルバムのトラックリストを公開。
10月10日、本アルバムに収録される5曲のハイライトメドレーを公開。
10月14日、16日、本アルバムのタイトル曲『ANTIFRAGILE』のミュージックビデオのティザー映像を公開。
10月17日0時、本アルバムのタイトル曲『ANTIFRAGILE』のミュージックビデオをリリース。同日18時、アルバム発売。

## 背景
『ANTIFRAGILE』は「反脆弱性」を意味する単語で、本来は作家のナシム・ニコラス・タレブによる造語であり、「ANTI = 反する」と「FRAGILE = 脆い」の二つの単語が組み合わさって成り立っている。衝撃を受けると悪い状態へと変化してしまう意を持つ「脆い」の対義語（衝撃を受けると良い状態へと変化する意）にあたる単語が見つからないことから著者自らが提唱したとされている。
本アルバムはその単語の意味の通り「衝撃を受ければ受ける程強くなる」をテーマにしており、「試練に向き合うともっと堅くなるLE SSERAFIMの内面の物語と態度を盛り込んだアルバム」と説明している。

## 収録曲
| #         | タイトル                                          | 作詞・作曲 | 時間  |
| --------- | ------------------------------------------------- | --- | ----- |
| 1.        | 「The Hydra」                                     | SCORE(13) / Megatone(13) / HYBE | 1:44  |
| 2.        | 「ANTIFRAGILE」                                   | SCORE(13) / Megatone(13) / Paulina "PAU" Cerilla / パン・シヒョク / Shintaro Yasuda / Supreme Boi / Isabella Lovestory / Kyler Niko / Ronnie Icon / Nathalie Boone / danke                                                                      | 3:04  |
| 3.        | 「Impurities」                                    | SCORE(13) / Megatone(13) / Jonna Hall / danke / パン・シヒョク / ホ・ユンジン / Daniel "Obi" Klein / Charli Taft / シン・ヒョク / Maggie Szabo / Hayes Kramer / BLVSH / JARO / Nikolay Mohr / / Jo Yoon kyung / イ・ヒョンソク(PNP)             | 3:16  |
| 4.        | 「No Celestial」                                  | SCORE(13) / Megatone(13) / danke / Sunshine(Moa "Cazzi Opeia" Carlebecker & Ellen Berg) / Kim In Hyung / Ronnie Icon / Young Chance / Shorelle / JuliaBognar Finnseter(Blueprint) / Nermin Harambasic(Dsign Music) / poutyface / / ホ・ユンジン | 2:46  |
| 5.        | 「Good Parts (when the quality is bad but I am)」 | Nolan Lambroza / Alex Bilo / Jenna Andrews / セイレム・イリース / danke / 宮脇咲良 / SCORE(13) / Megatone(13) / ホ・ユンジン | 2:36  |
| 合計時間: | 合計時間:                                         | 合計時間: | 13:26 |

## 音楽性
本作には前作と同じくパン・シヒョク統括プロデューサーと作曲家チームの13がプロデュースに参加しており、『Mad At Disney』を代表作とするアメリカのポップアーティストのセイレム・イリースも楽曲の制作に携わっている。また、メンバーであるホ・ユンジンが3曲の制作に参加し、サクラ(宮脇咲良)もホ・ユンジンとともに『Good Parts (when the quality is bad but I am)』の制作に参加した。
『The Hydra』は力強いリズムとグルーヴィーなベースラインが特徴的で、韓国語、日本語、英語の三つの言語でのナレーションが入っている楽曲である。この楽曲はアルバムトレーラーのBGMとして先行公開されている。
タイトル曲の『ANTIFRAGILE』は重みのあるラテンリズムが加味されたアフロラテンスタイルのポップジャンル曲である。楽曲には15年間バレエをやってきたカズハ、芸能活動の経験が豊富な宮脇咲良とキム・チェウォンに触発された歌詞が入っており、自分たちの感情や率直な考えが込められている。尚日本語バージョンは日本2ndシングルである『UNFORGIVEN』に収録されている。
『Impurities』はLE SSERAFIMのHYBEオリジナルストーリー「Crimson Hearts」の「Blue Flame」に続くテーマソングで、ヒップホップのリズムと甘いコード進行が調和したR&Bの楽曲である。『Impurities』とは英語で「不純物」を意味しており、冒険をしながらできた傷と新しく混って入ってきた欲望による不透明さは、すべて私が耐えてきた時間が残した勲章であり象徴だと歌っている。ホ・ユンジンが制作に参加しており、ユンジンとカズハがアルバムの中で一番好きな楽曲である。
『No Celestial』はポップパンクジャンルの楽曲で、イントロから強烈なギターの伴奏が特徴的な楽曲である。 天使や女神のような大げさな修飾語を捨てて、ありのままの自分で生きるという意志を表すと同時に、ありのままの自分を愛してくれるファンに感謝の気持ちを伝えるメッセージが込められている。
『Good Parts (When the quality is bad but the I am)』はK-909で先行公開され、KCON JAPANでもアルバムのリリース前にステージ披露された楽曲で、楽曲プロデュースにはユンジンとLE SSERAFIMとしてデビューしてから初めて参加するサクラ、アメリカのポップシンガーであるセイレム・イーリスが参加した。 完璧ではない姿まで自身の一部として受け入れ、見苦しいところを隠さないことも勇気であると歌った曲である。この楽曲はLE SSERAFIMとしては初めてメインプロデューサーが13ではない楽曲である。

## コンセプト
コンセプトは「FROZEN AQUAMARINE」、「IRIDESCENT OPAL」、「MIDNIGHT ONYX」の3パターン展開されており、それぞれアルバムのVol.1、Vol.2、Vol.3と対応している。
「FROZEN AQUAMARINE」は厳寒の雪山の中に咲く花と同様、極限の状況であっても大胆さを失わないメンバーの姿と同時に、「試練に直面する程強くなる」というメッセージを視覚的に表現している。
「IRIDESCENT OPAL」は厳しい研磨の末に輝きを放つ宝石の中にいるメンバーが写し出されている。個人ティザーではメンバーそれぞれが象徴オブジェを身につけており、サクラはピンクダイアモンド、キム・チェウォンはダイアモンド、ホ・ユンジンはエメラルド、カズハはサファイア、ホン・ウンチェはルビーである。
「MIDNIGHT ONYX」は雑然とした街、誰もいない遊園地などの日常空間や、エレベーターの天井ミラーを活用したグループ写真などが特徴的である。

## プロモーション
正規盤の「Vol.1 MIDNIGHT ONYX」「Vol.2 IRIDESCENT OPAL」「Vol.3 FROZEN AQUAMARINE」の3形態、COMPACTバージョンの5形態、CDではなくアルバムダウンロード用のQRコードが同梱された「Weverse Albums Ver.」がリリースされた。
5形態のCOMPACTバージョンにはそれぞれメンバーをイメージしたオブジェの名前が付けられている。
| バージョン    | メンバー       | バージョン        | メンバー         |
| ------------- | -------------- | ----------------- | ---------------- |
| SAPPHIRE Ver. | カズハ         | DIAMOND Ver.      | キム・チェウォン |
| RUBY Ver.     | ホン・ウンチェ | PINK DIAMOND Ver. | サクラ           |
| EMERALD Ver.  | ホ・ユンジン   |                   |                  |

10月17日にM2にてカムバックショー「LE SSERAFIM COMEBACK SHOW : ANTIFRAGILE」を開催し、本アルバム収録曲のパフォーマンスを初披露した。
10月20日放送のMnet「M COUNTDOWN」から音楽番組に出演する予定だったが、10月19日にメンバーのホ・ユンジンとキム・チェウォンを乗せた車に接触事故が発生したことから活動を見合わせることになり、10月20日放送の「M COUNTDOWN」と10月21日放送のKBS2「ミュージックバンク」の出演がキャンセルされた。10月23日に活動を再開し、同日放送のSBS「SBS人気歌謡」から音楽番組出演を開始した。また10月30日から11月5日までに放送され、出演する予定であった6局の音楽番組は梨泰院雑踏事故による国家追悼期間により放送休止となった。11月6日放送のSBS「人気歌謡」はホ・ユンジンがコロナウイルスに感染した為4人体制での出演となった。11月13日に音楽番組でのアルバムプロモーションを終え、同月18日から収録曲である『impurities』が後継曲としてプロモーションを再開した。

## ミュージック・ビデオ
本アルバムからはタイトル曲の『ANTIFRAGILE』と収録曲の『Impurities』がミュージック・ビデオとして公開されている。『ANTIFRAGILE』のミュージック・ビデオは主に天体衝突を題材にしており、アルバムに込められた「打てば打たれる程強くなる」という意味に関連づけられている。ストーリーとして、突然隕石が地球に向かって突進しているという速報が伝えられ、人々はパニック状態に陥るものの、LE SSERAFIMのメンバーは隕石を気にせずに自分たちのペースで一日を過ごし、堂々と出かけてやりたいことを楽しむ姿が込められている。本ミュージック・ビデオはYouTubeで公開されてから55分で100万回再生を突破し、韓国のYouTube急上昇ランキング音楽で2位を記録した。また公開から90日後には通算2本目となる1億回再生を突破し、前作の『FEARLESS』の100日を上回る記録となった。
『Impurities』のミュージック・ビデオはプロジェクションマッピングを活用している。不純物が混ざっていく過程を視覚的に見せながら始まり、白の衣装を身にまとったメンバーは、コンクリートのビルの中でダンスをしている様子が描かれている。

## 批評
| 専門評論家によるレビュー | 専門評論家によるレビュー |
| レビュー・スコア         | レビュー・スコア         |
| 出典                     | 評価                     |
| ------------------------ | ------------------------ |
| NME                      | [ 1 ]                    |

NMEは本作品を星5つ中4つと評価し、「サウンドのバリエーションが豊富だが彼女らのメッセージをしっかりと伝える本アルバムは、個々の楽曲はしっかりしているもののコンセプトが散漫に感じられることもあった『FEARLESS』からのステップアップといえるだろう。LE SSERAFIMの能力を最大限に発揮しながらも、大胆不敵に前進するという彼女らのコアバリューに忠実な『ANTIFRAGILE』は、今後さらに明るい日々が訪れることを示唆する強力なカムバック第1弾となった」とコメントした。また、収録曲である『Impurities』は同誌による「2022年ベストソング50曲」、「2022年ベストK-POP25曲」の計2つのランキングにてそれぞれ44位と11位を記録し、「LE SSERAFIMは同曲を通じて『欠点は人生の輝かしい証拠』と淡々と宣言した。（中略）彼女たちは試練の有無とは関係なく、それぞれの旅程を受け入れることに貴重な力があるという時代を超えたメッセージを伝える」とコメントを残した。
NPRミュージック（以下: NPR）が発表した「2022ベストソング100」にはタイトル曲である『ANTIFRAGILE』が50位にランクインした。NPRは本曲をグローバルサウンドを捉え幻想的に新しい何かに変異させるくらっとしてユニークなK-POPの能力を反映したほぼ唯一の曲と評価し、続けて「浮び上がるガールズグループLE SSERAFIMは、アメリカのスターたちが恐れるほどの未来指向的なヒット曲にK-POPの爆発的なスタイルと『モトマミ』スタイルのレゲエトーンを混合させた」とコメントした。

## 受容
Melonリアルタイムチャートである「トップ100」に10月17日19時に27位でチャートインし、10月18日0時には10位を記録した。
HANTEOチャートでは、10月17日の販売初日に前作『FEARLESS』の2倍以上となる40万8833枚の売り上げを記録した。これにより歴代ガールズグループにおいて初日売上枚数が40万枚以上を記録した4組目のグループとなった。
10月28日付のオリコン週間合算アルバムランキングで一位を獲得。また、10月31日付のオリコン週間アルバムランキングでも初の1位を獲得した。ストリーミングランキング8位、デジタルシングルダウンロードランキング21位と、他のランキングにも名を連ねた。
11月5日付の米ビルボード200にて初登場14位を記録した。これはKPOP女性アイドルグループとしてデビューから本チャートへランクインするまでの史上最短記録である。その他にもワールドアルバムやトップカレントアルバムセールス、ビルボードグローバル200などといったビルボード8部門のチャートにランクインした。
2023年6月、 1億回ストリーミングを達成し日本レコード協会ストリーミング認定にて2023年5月度のプラチナ認定を受けた。

## クレジット

### 『ANTIFRAGILE』 ミュージック・ビデオ
YouTubeにて公開されている『ANTIFRAGILE』のミュージック・ビデオの概要欄に準拠。
- クリエイティブディレクター - NU KIM（キム・ソンヒョン）
- ヴィジュアル・クリエイティブ - キム・ユジュ、チョ・ガブリエル、チョ・ユン、ムン・スンウン
- A&R : キム・キュヨン、キム・セウォン、Yujeong Kim
- パフォーマンスディレクター - パク・ソヨン
- パフォーマンスアシスタント - ユン・ソヨン
- ディレクター - Soonsik Yang
- アシスタントディレクター - JongYeop Kim、Yubin Han
- プロデューサー - Emma Sungeun Kim (GE Production)
- ロケーションマネージャー - Hansaem Kim (itplace)、Kyeongwon Kim (itplace)
- プロダクションアシスタント - Hyo-seok Kim、Seungwon Choi、Byeongman Kim、Jihoo Ahn

## リリース日程
| 地域   | 日程           | フォーマット | 形態                | レーベル         |
| ------ | -------------- | ------------ | ------------------- | ---------------- |
| 韓国   | 2022年10月17日 | CD           | Vol.1               | - HYBE - YG PLUS |
| 韓国   | 2022年10月17日 | CD           | Vol.2               | - HYBE - YG PLUS |
| 韓国   | 2022年10月17日 | CD           | Vol.3               | - HYBE - YG PLUS |
| 韓国   | 2022年10月17日 | CD           | COMPACT Ver.        | - HYBE - YG PLUS |
| 韓国   | 2022年10月17日 | CD           | Weverse Albums Ver. | - HYBE - YG PLUS |
| 全世界 | 2022年10月17日 | デジタル配信 | -                   | - HYBE - YG PLUS |